# Wittelsberger Warte

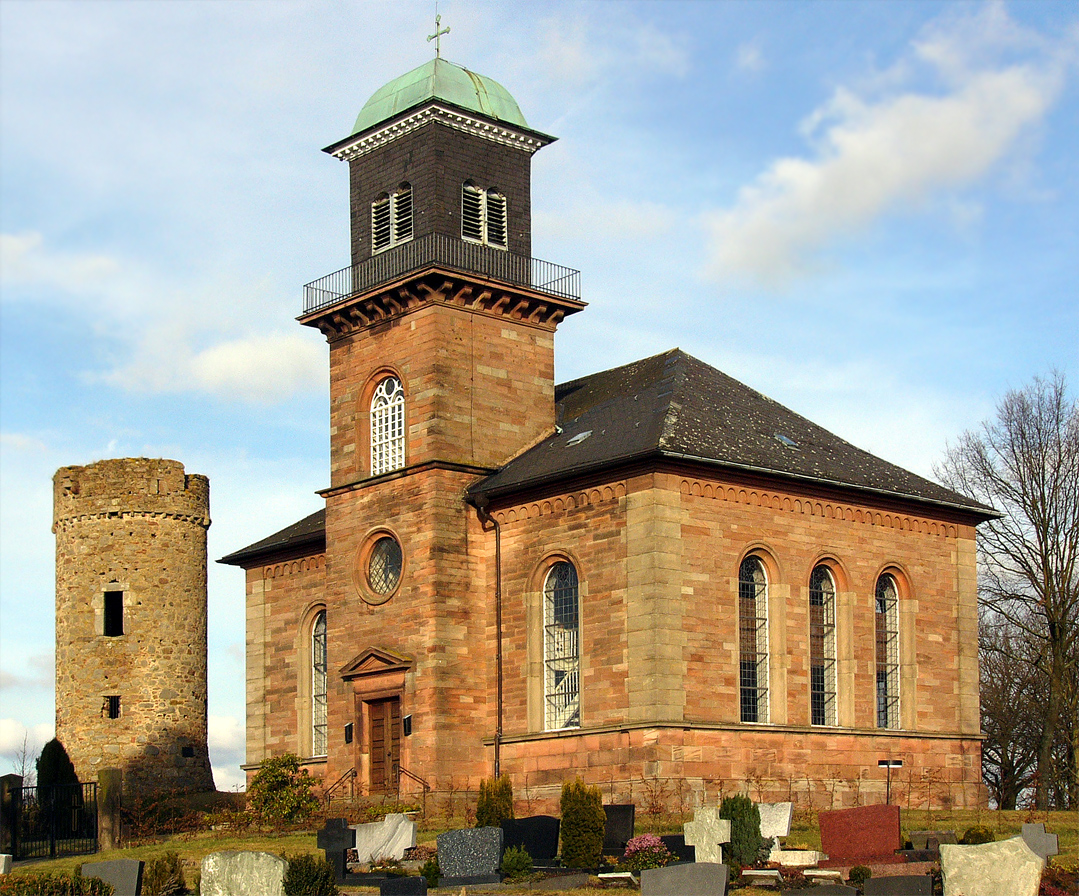
Evangelische Pfarrkirche von 1844 und Landwarte von 1431

Die Wittelsberger Warte (auch: Wittelsberger Schanze) im Ebsdorfergrund-Ortsteil Wittelsberg (Landkreis Marburg-Biedenkopf, Hessen) ist eine mittelalterliche Landwarte, die im Jahre 1431 von Landgraf Ludwig I. zur Überwachung des Verkehrs an den Langen Hessen erbaut wurde. Sie ist der bekannteste und am besten erhaltene Teil einer Landwehr, die Hessen gegen das katholische Kurmainz sichern sollte, und war ein Vorposten der Burg Frauenberg.
In unmittelbarer südlicher Nachbarschaft zur Warte steht die 1844 im Stil des Klassizismus erbaute evangelische Pfarrkirche, westlich an Warte und Kirche schließt sich der Friedhof an.

## Lage
Die Wittelsberger Warte steht auf einer 257,8 m hohen kleinen Basaltkuppe, die das unmittelbar angrenzende Siedlungsgebiet Wittelsbergs um maximal 40 m überragt, am Südostrand des Amöneburger Beckens. Sie befindet sich am westlichen Ortsrand des namensgebenden Dorfes.

## Anlage

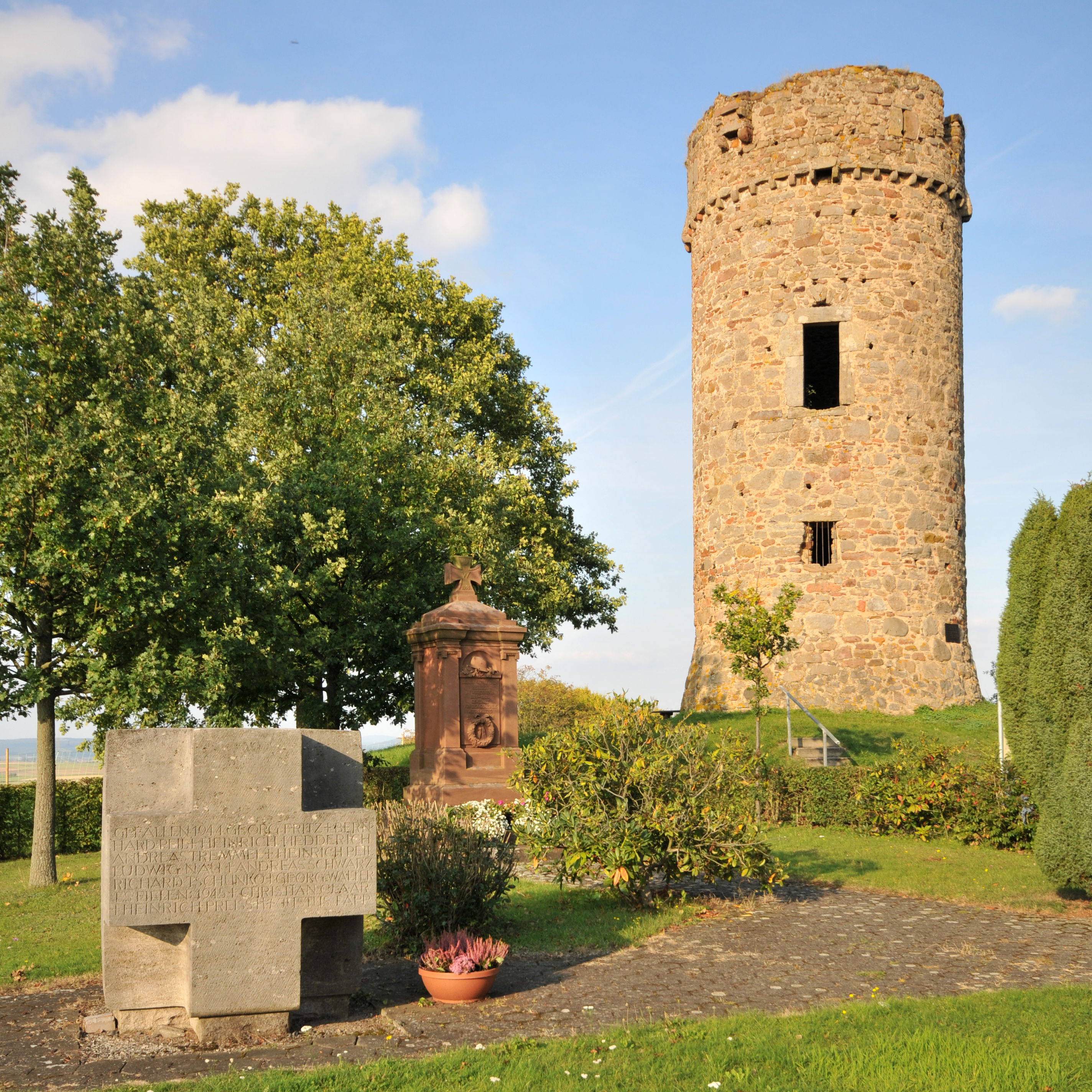
Wittelsberger Warte: Turm und Kriegerdenkmäler

Die Landwehr, deren Bestandteil die Wittelsberger Warte war, verlief in Richtung Nordosten nach Roßdorf und in Richtung Südwesten nach Heskem, wo einst jeweils ebenfalls Warten standen.
Bei der Warte handelt es sich um einen von einem Wall-Graben-System umgebenen Rundturm mit senkrechten Schießscharten für den Gebrauch von Armbrusten und Handfeuerwaffen. Der Eingang wurde hochgelegt und war nur über Leitern zu erreichen. Auf dem Wall erhob sich vermutlich eine Palisade.
Heute führt ein Laubengang aus Hainbuchen vom Dorf hinaus zu Wartturm und Kirche. Der Turm kann nicht betreten werden, jedoch bietet sich auch von seinem Fuße aus ein guter Ausblick über das Amöneburger Becken, u. a. zum Frauenberg und zur Amöneburg.

## Wappen

Wappen der Großgemeinde Ebsdorfergrund

Die Schanze, wie die Warte auch genannt wird, ist eines der ältesten erhaltenen Gebäude der Region und stellt das Wahrzeichen sowohl des Ortsteils Wittelsberg als auch der Großgemeinde Ebsdorfergrund dar, deren Wappen sie als Hauptmotiv ziert.